# Vincenzo Gioberti
Vincenzo Gioberti (Torino, 5 aprile 1801 – Parigi, 26 ottobre 1852) è stato un presbitero, patriota e filosofo italiano, nonché il primo Presidente della Camera dei deputati del Regno di Sardegna, esponente di primo piano del Risorgimento italiano.

## Biografia
Ricevuta la prima istruzione dai padri dell'Oratorio di San Filippo Neri con la prospettiva del sacerdozio, si laureò in teologia nel 1823 e, nel 1825, prese gli ordini sacerdotali. All'inizio condusse una vita ritirata, ma gradualmente acquisì sempre più interesse per gli affari del suo paese e le nuove idee politiche, come anche per la pubblicistica sui temi di attualità. Parzialmente influenzato da Mazzini, lo scopo principale della sua vita divenne l'unificazione dell'Italia sotto un unico regime: la sua emancipazione non solo dai signori stranieri, ma anche da concetti reputati alieni dal suo genio e sprezzanti del primato morale e civile degli italiani. Questo primato era associato nella sua mente alla supremazia papale, anche se inteso in un modo più letterario che politico.
Fu perciò notato dal re Carlo Alberto di Savoia, che lo nominò cappellano di corte nel 1826. Tuttavia la sua popolarità, grazie anche alle lezioni tenute all'Accademia teologica, e l'influenza del suo pensiero in campo privato, alimentavano i sospetti dei conservatori e del partito della corona, perciò, nonostante si fosse ritirato dal suo incarico nel 1833 e non si fosse mai iscritto alla Giovane Italia, fu improvvisamente arrestato il 31 maggio 1833 per essere stato coinvolto nella repressione della congiura a Mazzini e, dopo quattro mesi di carcere, fu bandito dal Regno sabaudo senza processo. Gioberti andò prima a Parigi e, un anno dopo, a Bruxelles dove rimase dal 1834 al 1845. Del settembre 1834 è una sua lettera a Mazzini, nella quale definisce i moti isolati avvenuti in Italia fino ad allora come "invasioni armate dei fuorusciti", che sono destinate a fallire e producono conseguenze negative ("effetti calamitosi"), dissociandosi in tal modo dai mazziniani.

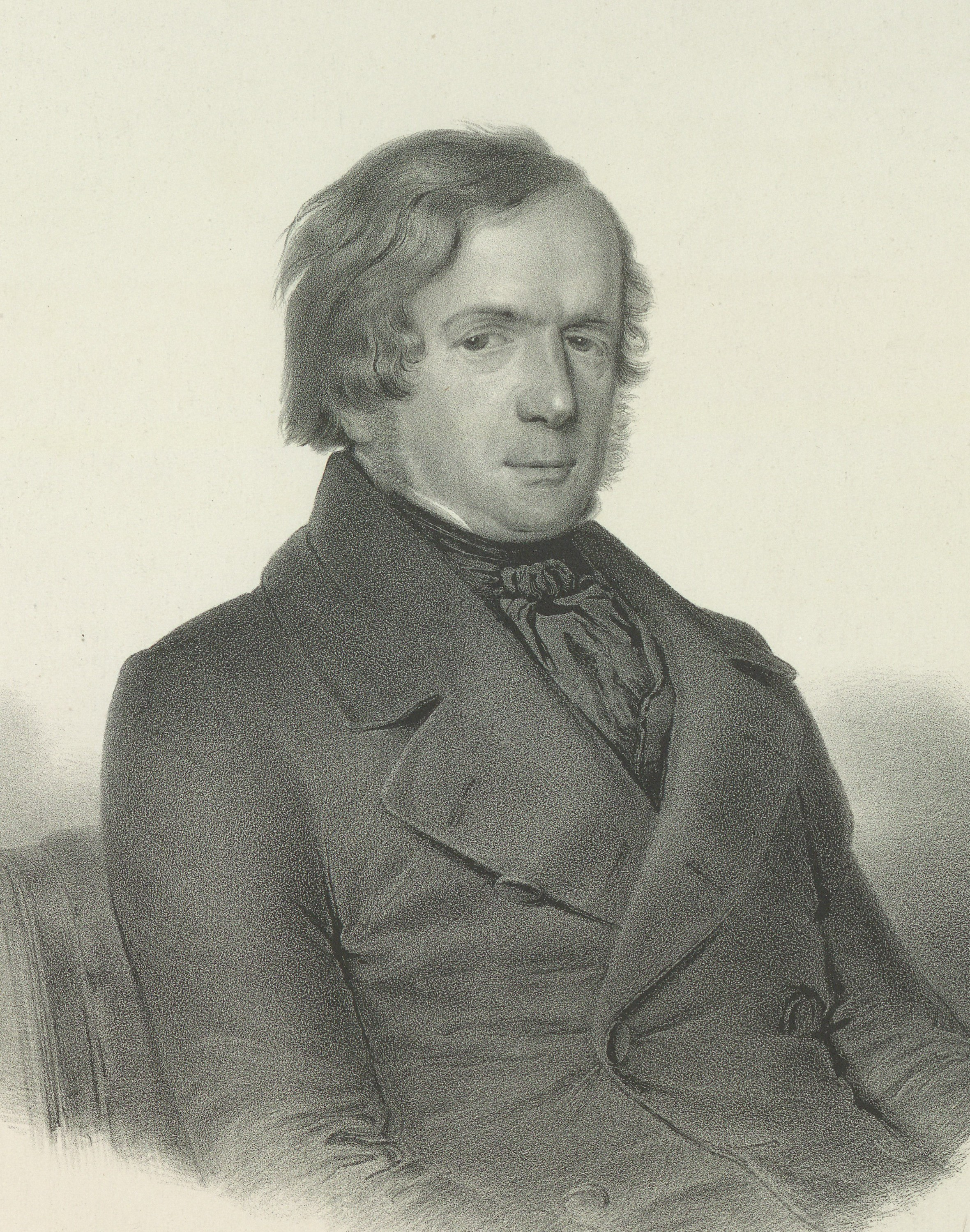
Vincenzo Gioberti nel 1847 (Accademia delle Scienze di Torino)

A Bruxelles restò fino al 1845 per insegnare filosofia e assistere un amico nella direzione di una scuola privata; in questo periodo si dedicò anche all'elaborazione del proprio pensiero filosofico e politico, scrivendo diverse importanti opere, tra le quali spicca Del Primato morale e civile degli Italiani (1843): assegnando all'Italia una missione civilizzatrice nel contesto universale del genere umano, suscitò una notevole impressione.
Essendo stata dichiarata un'amnistia da Carlo Alberto nel 1846, Gioberti divenne libero di tornare in patria, ma si rifiutò di farlo fino alla fine del 1847. Infatti, quando nel 1845 Gioberti ritorna a Parigi guarda i cambiamenti che avvenivano in Italia con l'elezione di Pio IX come Papa; Pio IX sembra dar strada alle riforme. Al suo ritorno a Torino, il 29 aprile 1848, fu ricevuto con il più grande entusiasmo. Rifiutò la dignità di senatore che Carlo Alberto gli aveva offerto, preferendo rappresentare la sua città natale nella Camera dei deputati, della quale fu eletto deputato e presidente.
Il 16 dicembre 1848 cadde il governo. Il re nominò Gioberti nuovo presidente del Consiglio. Il suo governo terminò il 21 febbraio 1849. Con la salita al trono di Vittorio Emanuele II, nel marzo del 1849 la sua vita politica giunse alla fine. Per un breve periodo, infatti, ebbe un posto nel consiglio dei ministri, anche se senza portafoglio, ma un dissidio irriconciliabile non tardò a maturare. Fu allontanato da Torino con l'affidamento di una missione diplomatica a Parigi, da cui non fece più ritorno. Rifiutò la pensione che gli era stata offerta e ogni promozione ecclesiastica, visse in povertà e passò il resto dei suoi giorni a Bruxelles, dove si trasferì dedicandosi agli studi letterari. Morì improvvisamente a Parigi di un colpo apoplettico, il 26 ottobre 1852.
I primi due licei istituiti a Torino, nel 1865, celebrarono uno l'opera diplomatica di Cavour (il Liceo classico Cavour) e l'altro il pensiero, anche politico, di Gioberti (il Liceo classico Vincenzo Gioberti).

## Il pensiero

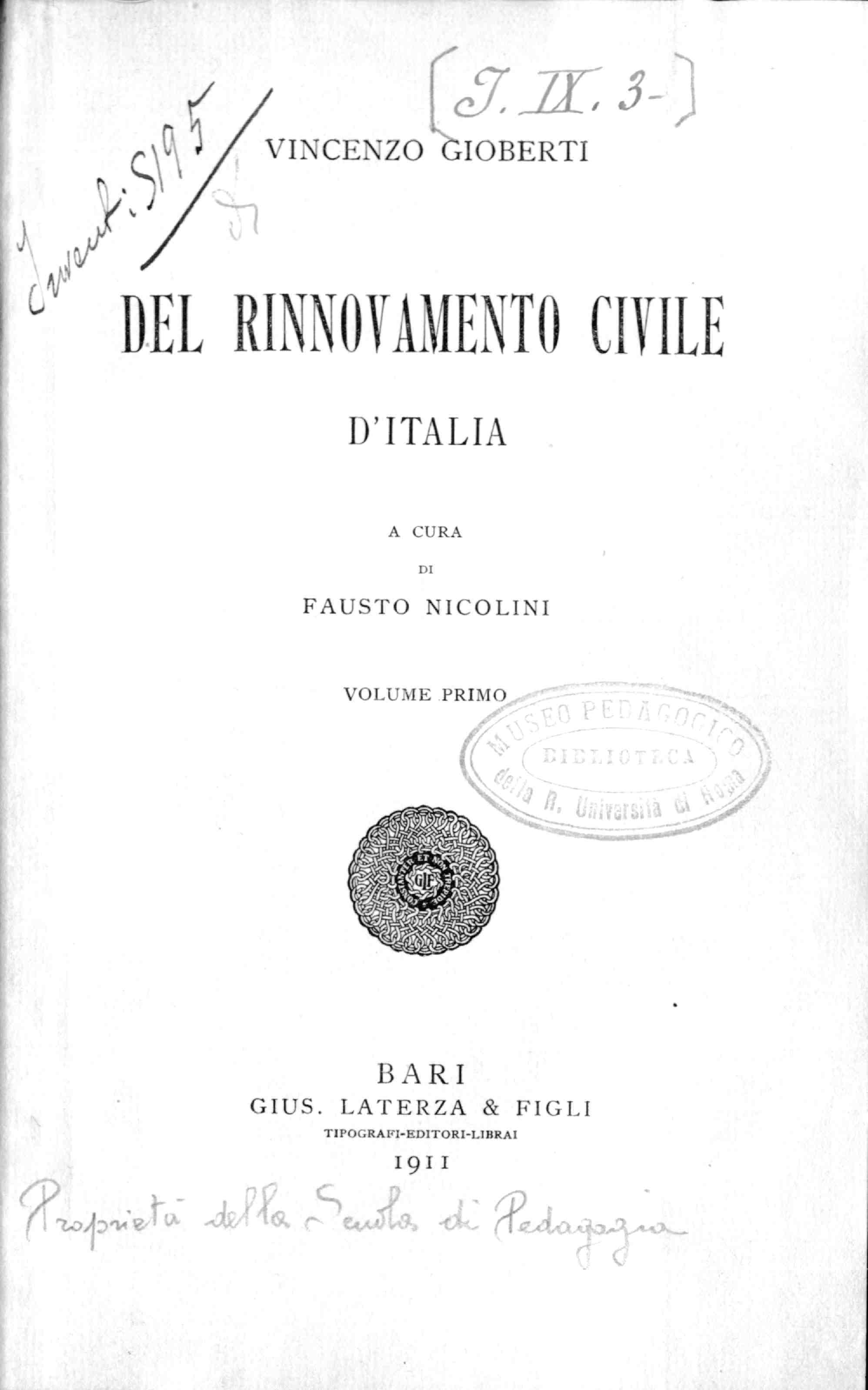
Del rinnovamento civile d'Italia, 1911

Gli scritti di Gioberti sono più importanti della sua carriera politica; come le speculazioni di Rosmini-Serbati, contro cui scrisse, sono state definite l'ultima propaggine del pensiero medievale; anche il sistema di Gioberti, conosciuto come ontologismo, più nello specifico nelle sue più importanti opere iniziali, non è connesso con le moderne scuole di pensiero. Mostra un'armonia con la fede cattolica che spinse Victor Cousin a sostenere che la filosofia italiana era ancora fra i lacci della teologia e che Gioberti non era un filosofo.
Il metodo per lui è uno strumento sintetico, soggettivo e psicologico. Ricostruisce, come afferma, l'ontologia e comincia con la formula ideale, per cui l'Ens crea l'esistente ex nihilo. Dio è l'unico ente Ens; tutto il resto sono pure esistenze. Dio è l'origine di tutta la conoscenza umana (le idee), che è una e diciamo che si rispecchia in Dio stesso. È intuita direttamente dalla ragione, ma per essere utile vi si deve riflettere, e questo avviene tramite i mezzi del linguaggio. Una conoscenza dell'ente e delle esistenze (concrete, non astratte) e le loro relazioni reciproche, sono necessarie per l'inizio della filosofia.
Gioberti è, da un certo punto di vista, un platonico. Identifica la religione con la civiltà e nel suo trattato Del primato morale e civile degli Italiani giunge alla conclusione che la Chiesa è l'asse su cui il benessere della vita umana si fonda. In questo afferma che l'idea della supremazia dell'Italia, apportata dalla restaurazione del papato come dominio morale, è fondata sulla religione e sull'opinione pubblica; tale opera sarà la base teorica del neoguelfismo. Nelle sue ultime opere, Rinnovamento e Protologia si dice che abbia spostato il suo campo sull'influenza degli eventi.

## Le opere

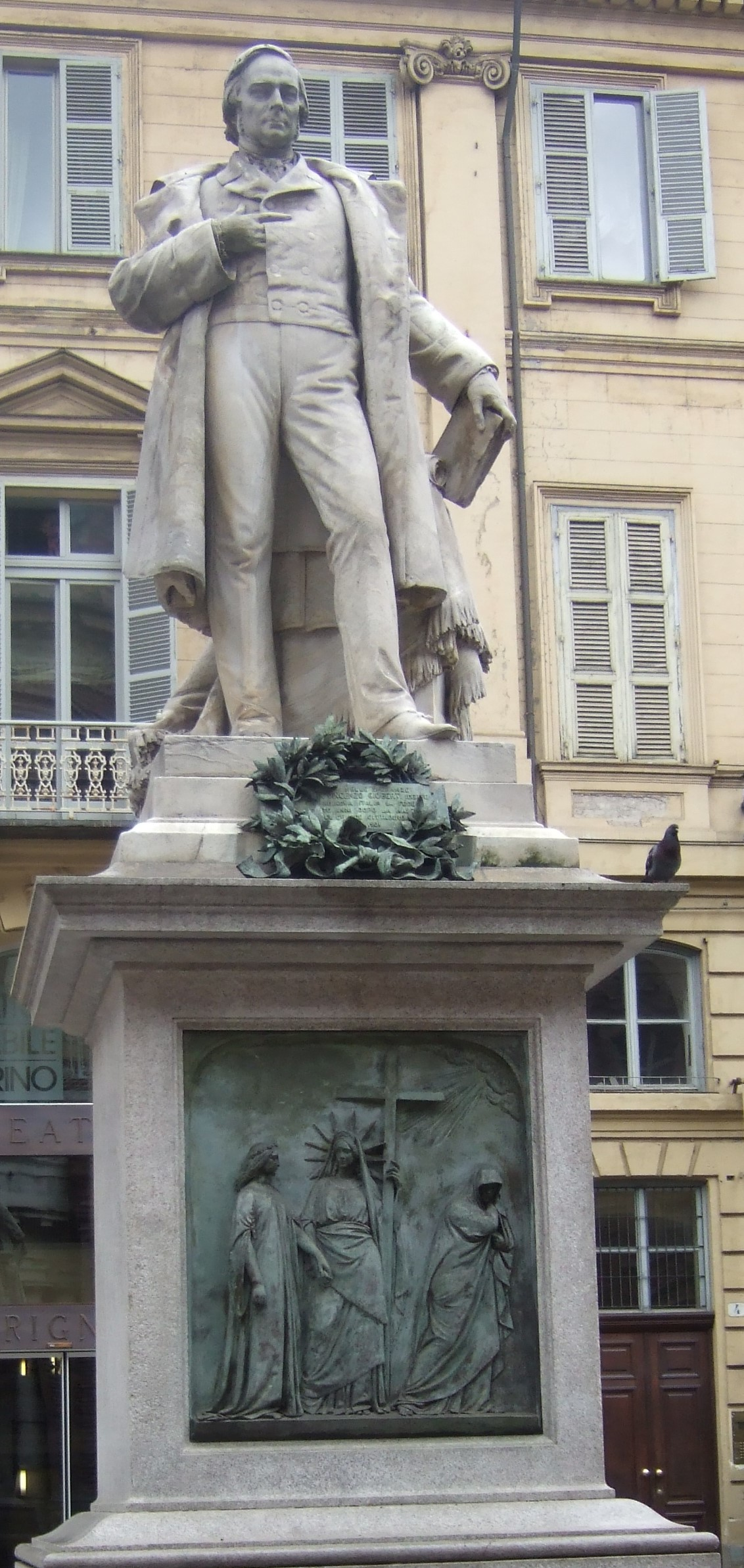
Monumento a Vincenzo Gioberti in Piazza Carignano a Torino - Opera in marmo di Carrara di Giovanni Albertoni (1859). Sulla base di granito rosso, un bassorilievo rappresentante La religione che scaccia l'ipocrisia

La sua prima opera, scritta quando aveva 37 anni, aveva una ragione personale per la sua esistenza. Un giovane compagno d'esilio e amico Paolo Pallia, avendo molti dubbi e sfortune per la realtà della rivelazione della vita futura, lo ispirò alla stesura de La teorica del sovrannaturale (1838). Dopo questa, sono passati in rapida successione dei trattati filosofici. La Teorica è stata seguita dall'Introduzione allo studio della filosofia in tre volumi (1839-1840), dove afferma le ragioni per richiedere un nuovo metodo e una nuova terminologia. Qui riporta la dottrina per cui la religione è la diretta espressione dell'idea in questa vita ed è un unicum con la vera civiltà nella storia. La Civiltà è una tendenza alla perfezione mediata e condizionata, alla quale la religione è il completamento finale se portato a termine. È la fine del secondo ciclo espresso dalla seconda formula, l'ente redime gli esistenti.
I saggi (inediti fino al 1846) su materie più leggere e più famose, Del bello e Del buono hanno seguito l'introduzione. Del primato morale e civile degl'Italiani e Prolegomeni sulla stessa e a breve trionfante esposizione dei Gesuiti, Il Gesuita moderno, pubblicato clandestinamente a Losanna da Stanislao Antonio Bonamici, ha senza dubbio accelerato il trasferimento di ruolo dalle mani religiose a quelle civili. È stata la popolarità di queste opere semi-politiche, aumentata da altri articoli politici occasionali e dal suo Rinnovamento civile d'Italia, che ha portato Gioberti ad essere acclamato con entusiasmo al ritorno nel suo paese natio. Tutte queste opere sono state perfettamente ortodosse e hanno contribuito ad attirare l'attenzione del clero liberale nel movimento che è sfociato, sin dai suoi tempi, nell'unificazione italiana. I Gesuiti, tuttavia, si sono radunati attorno al Papa più fermamente dopo il suo ritorno a Roma e alla fine gli scritti di Gioberti furono messi all'indice.
Le altre sue opere, specialmente La filosofia della rivelazione e la Prolologia, espongono i suoi punti di vista maturi in molte parti. Tutti gli scritti giobertiani, tra cui quelli lasciati nei manoscritti, sono stati pubblicati da Giuseppe Massari (Torino, 1856-1861). Il Ministero dei beni culturali ha affidato la redazione dell'edizione nazionale all'Istituto di Studi Filosofici "Enrico Castelli", presso l'Università La Sapienza di Roma
Nel suo libro "Il Primato morale e civile degli Italiani", pubblicato nel 1843, Gioberti definì la Massoneria come "l'organizzazione più segreta e più pericolosa del nostro tempo". Nelle sue opere, Gioberti attaccò la Massoneria come un'organizzazione segreta che promuoveva un'agenda anticristiana e antimonarchica, spesso citandola come una forza destabilizzante nella politica italiana del suo tempo.

## Opere
Edizione nazionale delle opere edite e inedite di Vincenzo Gioberti in 38 volumi.
- Prolegomeni del Primato morale e civile degli italiani,[8] a cura di Enrico Castelli (1938)
- Del primato morale e civile degli italiani,[9] a cura di Ugo Redanò (1938)
- Introduzione allo studio della filosofia, a cura di Alessandro Cortese (2001)
- Teorica del sovrannaturale, 3 voll., a cura di Alessandro Cortese (1970)
- Del rinnovamento civile d'Italia (1850)
  -  Del rinnovamento civile d'Italia, collana Scrittori d'Italia 14, vol. 1, Bari, Laterza, 1911.
  -  Del rinnovamento civile d'Italia, collana Scrittori d'Italia 16, vol. 2, Bari, Laterza, 1911.
  -  Del rinnovamento civile d'Italia, collana Scrittori d'Italia 24, vol. 3, Bari, Laterza, 1912.